# Julien Guiomar
Julien Guiomar (Morlaix, 3 maggio 1928 – Agen, 22 novembre 2010) è stato un attore francese.

## Biografia
Dopo aver tentato di intraprendere la carriera di dentista come il padre, si appassionò alla recitazione frequentando i corsi per diventare attore comico con insegnanti Pierre Renoir e René Simon. Affiancò anche molta attività teatrale e qualche doppiaggio. Oltre che in Francia, lavorò molto anche in Italia con registi come Florestano Vancini, Elio Petri e Dino Risi.

## Filmografia

### Attore
- Tutti pazzi meno io (Le roi de coeur), regia di Philippe de Broca (1966)
- Ballade pour un chien, regia di Gérard Vergez (1967)
- Il ladro di Parigi (Le Voleur), regia di Louis Malle (1967)
- Toutes folles de lui, regia di Norbert Carbonnaux (1967)
- Pour un amour lointain, regia di Edmond Séchan (1968)
- La gatta dagli artigli d'oro (La louve solitaire), regia di Édouard Logereau (1968)
- Alla bella Serafina piaceva far l'amore sera e mattina (La fiancée du pirate), regia di Nelly Kaplan (1969)
- Z - L'orgia del potere (Z), regia di Costa-Gavras (1969)
- L'Auvergnat et l'Autobus, regia di Guy Lefranc (1969)
- La via lattea (La Voie lactée), regia di Luis Buñuel (1969)
- Il clan degli uomini violenti (La Horse), regia di Pierre Granier-Deferre (1970)
- Borsalino, regia di Jacques Deray (1970)
- Gli sposi dell'anno secondo (Les Mariés de l'an II), regia di Jean-Paul Rappeneau (1971)
- L'uomo di Saint-Michael (Doucement les basses), regia di Jacques Deray (1971)
- Décembre, regia di Mohammed Lakhdar-Hamina (1972)
- La violenza: quinto potere, regia di Florestano Vancini (1972)
- L'Étrangleur, regia di Paul Vecchiali (1972)
- La Raison du plus fou, regia di Raymond Devos e François Reichenbach (1973)
- La proprietà non è più un furto, regia di Elio Petri (1973)
- Colinot l'alzasottane (L'Histoire très bonne et très joyeuse de Colinot trousse-chemise), regia di Nina Companeez (1973)
- Tendre Dracula, regia di Pierre Grunstein (1974)
- Dites-le avec des fleurs, regia di Pierre Grimblat (1974)
- La moutarde me monte au nez, regia di Claude Zidi (1974)
- Bons baisers... à lundi, regia di Michel Audiard (1974)
- Aloïse, regia di Liliane de Kermadec (1975)
- Une baleine qui avait mal aux dents, regia di Jacques Bral (1975)
- L'affare della Sezione Speciale (Section spéciale), regia di Costa-Gavras (1975)
- Souvenirs d'en France, regia di André Téchiné (1975)
- Dai sbirro (Adieu poulet), regia di Pierre Granier-Deferre (1975)
- L'incorreggibile (L'incorrigible), regia di Philippe de Broca (1975)
- Mado, regia di Claude Sautet (1976)
- L'ala o la coscia? (L'Aile ou la Cuisse), regia di Claude Zidi (1976)
- Barocco, regia di André Téchiné (1976)
- L'Animal, regia di Claude Zidi (1977)
- Morte di una carogna (Mort d'un pourri), regia di Georges Lautner (1977)
- La Zizanie, regia di Claude Zidi (1978)
- Ils sont fous ces sorciers, regia di Georges Lautner (1978)
- Les Ringards, regia di Robert Pouret (1978)
- Je vous ferai aimer la vie, regia di Serge Korber (1979)
- Caro papà, regia di Dino Risi (1979)
- Milo-Milo, regia di Níkos Perákis (1979)
- Sono fotogenico, regia di Dino Risi (1980)
- Le Bar du téléphone, regia di Claude Barrois (1980)
- Un commissario al di sotto di ogni sospetto (Inspecteur la Bavure), regia di Claude Zidi (1980)
- Est-ce bien raisonnable ?, regia di Georges Lautner (1981)
- Un chien dans un jeu de quilles, regia di Bernard Guillou (1983)
- Equator - L'amante sconosciuta (Équateur), regia di Serge Gainsbourg (1983)
- Papy fait de la résistance, regia di Jean-Marie Poiré (1983)
- Carmen, regia di Francesco Rosi (1984)
- Il commissadro (Les Ripoux), regia di Claude Zidi (1984)
- Le Matou, regia di Jean Beaudin (1985)
- L'Arbre sous la mer, regia di Philippe Muyl (1985)
- Le Débutant, regia di Daniel Janneau (1986)
- Flag, regia di Jacques Santi (1987)
- Bahia de tous les saints,, regia di Nelson Pereira dos Santos (1987)
- Ultima estate a Tangeri (Dernier Été à Tanger), regia di Alexandre Arcady (1987)
- Les Deux Crocodiles, regia di Joël Séria (1987)
- Terre sacrée, regia di Emilio Pacull(1988)
- African Timber, regia di Peter F. Bringmann (1989)
- Plein fer, regia di Josée Dayan (1990)
- Léolo, regia di Jean-Claude Lauzon (1992)
- Je m'appelle Victor, regia di Guy Jacques (1993)
- Violetta la reine de la moto, regia di Guy Jacques (1997)
- Que la lumière soit !, regia di Arthur Joffé (1997)
- J'ai faim !!!, regia di Florence Quentin (2001)
- Clandestino, regia di Paule Muxel (2003)

### Doppiatore
- Sterling Hayden in Il Padrino (1972)
- Prolix (l'indovino) in Asterix e la grande guerra (1989)
- Louis Antoine de Bougainville in Robinson et compagnie (1991)

## Doppiatori italiani
- Glauco Onorato in L'affare della Sezione Speciale, L'ala o la coscia?
- Renato Turi in Z - L'orgia del potere
- Roberto Villa in La via lattea
- Arturo Dominici in Il clan degli uomini violenti
- Mario Pisu in L'uomo di Saint-Michael
- Renzo Palmer in La proprietà non è più un furto
- Stefano Sibaldi in L'incorreggibile
- Renato Mori in Caro papà
- Sergio Fiorentini in  Sono fotogenico
- Riccardo Garrone in Ultima estate a Tangeri

Da doppiatore è stato sostituito da:
- Mario Milita in Asterix e la grande guerra